# Calliopum hispanicum
Calliopum hispanicum is een vliegensoort uit de familie van de Lauxaniidae. De wetenschappelijke naam van de soort is voor het eerst geldig gepubliceerd in 1881 door Mik.